# Salvequick
Salvequick (tidigare Salvekvick) är ett styckförpackat plåster, som introducerades 1953 av det svenska företaget Cederroth. Varje enskilt plåster är förpackat i en liten påse av värmeförseglat material, som skyddar mot smuts, damm och bakterier. Det var Europas första styckeförpackade plåster och kom att säljas mycket på den europeiska marknaden. 
Salvequick är marknadsledande och synonymt med plåster i många länder i Europa. Plåstret finns idag i en rad olika utföranden för olika ändamål och även som flytande plåster på tub.